# 萬聖節樂團

萬聖節樂團標誌

萬聖節（英語：Helloween）是德國力量金屬樂團，1984年於北德國漢堡成立，第一代陣容為主唱兼吉他手凱伊·漢森、貝斯手馬可斯·古斯可夫、鼓手英戈·史維坦柏格和吉他手麥可·瓦肯。1985年發行迷你專輯《萬聖節》，以及首張錄音室專輯《傾頹之牆》，被認為是世界上第一張力量金屬專輯，樂團成為力量金屬流派的創造者。隨後主唱麥可·坎斯卡加入，樂團擴編為五重奏，凱伊·漢森專職擔任吉他手。在這個陣容中，萬聖節發行第二張專輯《七把鑰匙的主人第一樂章》和第三張專輯《七把鑰匙的主人第二樂章》，音樂評論家們廣泛的認為這兩張作品是具有里程碑意義的傑作，萬聖節自此成為值得留意的重金屬樂團。
然而，吉他手凱伊·漢森在第三張專輯發行後離開樂團，他自己成立了另一支力量金屬樂團伽瑪射線，萬聖節則招募了羅蘭·格拉波入替。更換吉他手之後的萬聖節接著發行第四張專輯《瘋狂粉紅》和第五張專輯《變色龍》，它們的銷量下滑並招致評論家和樂迷的負面評價。這直接造成了樂團成員間的緊張關係，並導致鼓手英戈·史維坦柏格和主唱麥可·坎斯卡遭樂團開除。隨後分別由烏利·庫什和安迪·戴瑞斯入替。陣容變動後的萬聖節接連發行《魔戒》（1994年）、《預言師末日》（1996年）、《薑是老的辣》（1998年）和《黑暗騎士》（2000年），受到音樂評論家和樂迷的熱烈歡迎，使樂團重振了聲勢。
但是在《黑暗騎士》發行之後，樂團內部再度發生緊張局勢和衝突，吉他手羅蘭·格拉波和鼓手烏利·庫什遭樂團開除，兩人繼續在另一支力量金屬樂團萬聖節之經典計劃樂團活動。樂團隨後招募到吉他手薩沙·蓋斯南和鼓手馬可·克羅斯入替，但是因為患病而退出，專輯錄到一半卻沒有及時找到適合的新鼓手人選。於是萬聖節在沒有鼓手的情況下邀請了兩位鼓手支援，錄製專輯《奇幻魔法》（2003年）。到了2005年，樂團終於找到穩定的鼓手丹尼爾·勒本加入，之後接連發行《七把鑰匙的主人第三樂章：守護者的遺產》（2005年）、《與魔豪賭》（2007年）、《七大罪人》（2010年）、《衝出地獄門》（2013年）和《自由權殊死戰》（2015年），都獲得不錯的銷量和迴響。除了鼓手丹尼爾·勒本之外，所有成員都貢獻了歌曲創作。
2011年11月，樂團宣布前成員凱伊·漢森和麥可·坎斯卡雙雙回歸陣容，並展開團結的南瓜世界巡迴演唱會，演出行程於2018年底結束，隨後樂團宣布，以團結的南瓜巡迴演出陣容，推出樂團首張同名專輯，也是第十六章錄音室專輯《萬聖節》（2021年）。萬聖節自1984年成立以來，總計發行了16張錄音室專輯、4張現場專輯、1張翻唱專輯、3張迷你專輯、5張合輯、6張影像作品、31張單曲、22支音樂錄影帶，全球唱片銷售量總計為八百萬張。

## 歷史

### 前身（1978 - 1984年）
1978年，吉他手凱伊·漢森與主唱皮特·錫爾克在德國漢堡成立了金屬樂團紳士（英語：Gentry）。1981年樂團改名為第二層地獄（英語：Second Hell），並加入貝斯手馬可斯·古斯可夫和鼓手英戈·史維坦柏格。1982年，皮特·錫爾克改行從事音訊工程師，樂團再度改名為鐵拳（英語：Iron Fist），吉他手麥可·瓦肯加入。1984年，鐵拳與噪音唱片簽約，並在柏林音樂實驗錄音室錄製了兩首歌曲，分別是麥可·瓦肯和凱伊·漢森創作的〈平凡人生〉及〈金屬侵略者〉。

### 組建與早期（1984 - 1986年）
1984年，鐵拳改名為萬聖節（英語：Helloween），提出這個名字的是鼓手英戈·史維坦柏格，他的想法是將字母中的「O」用傑克南瓜燈取代，並手繪出樂團沿用至今的標誌。當時陣容為吉他手兼主唱凱伊·漢森、貝斯手馬可斯·古斯可夫、鼓手英戈·史維坦柏格和吉他手麥可·瓦肯，共計四人。他們的兩首歌曲收錄在噪音唱片發行的合輯《死亡金屬》當中，其他參與的樂團包括雷神之鎚、荒野求生與黑暗復仇者。這兩首創作日後將會加快節奏，收錄在萬聖節的錄音室專輯裡。1985年1至2月，樂團繼續在音樂實驗錄音室錄音，3月發行了迷你專輯《萬聖節》，包含五首歌曲。9月，樂團在音樂實驗錄音室錄音。於10月發行第一張專輯《傾頹之牆》，被認為是世界上第一張力量金屬專輯。在接下來的幾場演唱會後，凱伊·漢森逐漸發現很難同時演唱又彈吉他，並認為樂團需要一個適當的主唱，以充分發揮其潛力。他最後一次兼任主唱是在1986年的迷你專輯《猶大》，其中包含歌曲〈猶大〉以及在蓋爾森基興演唱會現場錄下的〈飛天騎士〉和〈守護者〉。隨後，四人編制的萬聖節開始尋找能獨當一面的歌手來擔任主唱。

### 憑《七把鑰匙的主人》一舉成名（1986 - 1989年）
在一場音樂比賽中，噪音唱片發現嗓音類似猶大祭司的羅柏·哈爾福德和鐵娘子的布魯斯·迪金森、且才華洋溢的男高音麥可·坎斯卡，當時他年僅十八歲，並自組一個樂團病兆。經過唱片公司推薦，他立即成為萬聖節的新主唱，凱伊·漢森開始專職擔任吉他手。擴充為五人編制的萬聖節，向噪音唱片提出發行雙專輯的想法，但該公司自認規模不足，無法承擔風險而拒絕。1986年底，樂團至漢諾威的荷魯斯錄音室開始錄製新作品。1987年5月23日，發行第二張專輯《七把鑰匙的主人第一樂章》，登上瑞士百強專輯榜第18名、德國官方排行榜第15名、瑞典熱門音樂榜第42名。這張專輯展現出了獨特力量和旋律，使萬聖節在歐洲和英國一夕之間成為巨星樂團，他們也舉行巡迴演出，並進軍美國。1988年5至6月，樂團到荷魯斯錄音室錄製新作品。同年8月29日，發行第三張專輯《七把鑰匙的主人第二樂章》，登上瑞士百強專輯榜第6名、德國官方排行榜第5名、奧地利專輯排行榜第9名、荷蘭專輯排行榜第47名、瑞典熱門音樂榜第7名、挪威專輯排行榜第12名。

### 聲勢下滑、內部衝突、凱伊·漢森和麥可·坎斯卡離開（1989 - 1993年）
這次的自由翱翔的南瓜巡迴演唱會增聘一位鍵盤手喬納·俄布瑞克支援。但在歐洲站結束後不久，由於樂團的內部衝突和不滿情緒，元老吉他手凱伊·漢森突然退出萬聖節，他自己成立了另一支力量金屬樂團伽瑪射線。萬聖節則招募了羅蘭·格拉波入替。該專輯的單曲〈我要遠走高飛〉成為萬聖節位知名的歌曲之一，獲得美國音樂電視頻道MTV青睞，在該頻道的招牌金屬樂節目《甩頭客舞廳》中頻繁輪播。1989年4月3日到1989年5月12日期間，萬聖節與兩支灣區鞭擊金屬樂團炭疽、出埃及一起參加甩頭客舞廳巡迴，在美國擴大了知名度。
1989年4月3日，樂團發行第一張現場專輯《英國現場實況》（日本版稱為《守護者現場》、美國版稱為《逃離現場》）。樂團隨後改與EMI唱片簽約，噪音唱片對樂團發起了訴訟，雖然萬聖節一開始獲得勝訴，但到了第四次庭審被判定敗訴，因此樂團被判決兩年內不能把作品交由其他公司發行，只有噪音唱片擁有發行權。這段期間，許多傳聞認為萬聖節瀕臨解散。直到1991年3月11日，樂團才在EMI唱片旗下發行了第四張專輯《瘋狂粉紅》，登上瑞士百強專輯榜第20名、德國官方排行榜第32名、奧地利專輯排行榜第28名、荷蘭專輯排行榜第84名、瑞典熱門音樂榜第14名、挪威專輯排行榜第14名。這張專輯的重金屬元素和史詩氛圍降低，音樂變得更柔和、更多幽默和歡樂的感覺，導致萬聖節的唱片銷量和音樂評價都失敗了，樂團內部開始出現爭執和分裂。麥可·瓦肯開始想把麥可·坎斯卡趕走，並詢問粉紅油脂69樂團的主唱安迪·戴瑞斯是否願意加入萬聖節，但他因為不願造成樂團原主唱被迫退出、加劇紛爭而婉拒。
1993年5月31日，樂團發行第五張專輯《變色龍》，登上瑞士百強專輯榜第30名、德國官方排行榜第35名、瑞典熱門音樂榜第35名。樂團在這張專輯中並沒有改變失敗前作的流行音樂方向、回歸更重金屬的音樂性。萬聖節冒險進入新的領域，沒有其標誌性的雙吉他和弦，而是運用合成器、喇叭、木吉他、兒童合唱、鄉村音樂和搖擺樂來組成新專輯。與《瘋狂粉紅》一樣，《變色龍》的銷售量和評價也一樣低落。樂團內部的緊繃局勢惡化，成員為了搶奪創作主導權而分裂成三派 — 麥可·坎斯卡和英戈·史維坦柏格、麥可·瓦肯和羅蘭·格拉波，馬可斯·古斯可夫則夾在中間，試圖解決四人的矛盾與爭執。
不久之後，樂團的凝聚力開始瓦解。在宣傳《變色龍》的巡迴演唱會中途，鼓手英戈·史維坦柏格因為染上毒癮和罹患精神分裂症，遭到樂團開除。萬聖節找了鼓手里奇·阿卜杜勒·納比支援剩餘的演唱會行程。EMI唱片公司決定與紛擾不斷的萬聖節解除合約，讓他們自生自滅。與此同時，樂團的內部衝突又惡化了，元老吉他手麥可·瓦肯拒絕再與主唱麥可·坎斯卡共事，便以個人因素將後者開除。麥可·坎斯卡當時並未對外發表言論，他在2008年5月發行個人專輯《往日重現》，包含許多重新錄製後他在籍時的萬聖節歌曲。貝斯手馬可斯·古斯可夫在談到麥可·坎斯卡遭樂團開除一事時表示：
| “ | 人們認為我們把麥可·坎斯卡這樣優秀的主唱開除簡直是瘋了，但是經過這幾年，聽了他如今在做的音樂，我希望人們能明白為什麼我們做這個決定。否則，他會把我們推向他現在的方向，我們不希望出現這種情況。 | ” |

除了開除麥可·坎斯卡之外，巡演支援鼓手里奇·阿卜杜勒·納比也無法詮釋英戈·史維坦柏格機槍般的打鼓風格，導致像〈自由翱翔的飛鷹〉與〈不知流了多少眼淚〉這種充滿熱血戰鬥感、極受現場觀眾歡迎的歌曲也表現不佳，因此最終他被樂團驅逐。1993年成為萬聖節最黑暗的一年，他們沒有主唱、沒有鼓手、沒有唱片公司、聲勢下滑、銷售數字低落、成員之間的互動也幾乎停止。

### 安迪·戴瑞斯加入、挽回聲勢（1994 - 2000年）
1994年，粉紅油脂69樂團的主唱安迪·戴瑞斯加入萬聖節。當年曾婉拒麥可·瓦肯邀請的安迪·戴瑞斯因為麥可·坎斯卡已經離開，而自己在粉紅油脂69樂團的問題也惡化，便點頭答應。另外，伽瑪射線的前鼓手烏利·庫什也加入了。新陣容的萬聖節與城堡唱片簽約，並於1994年7月8日發行第六張專輯《魔戒》，登上瑞士百強專輯榜第22名、德國官方排行榜第23名、奧地利專輯排行榜第34名、瑞典熱門音樂榜第26名。
1995年3月8日，被開除的前鼓手英戈·史維坦柏格在火車站跳軌自殺死亡，得年二十九歲。在離開萬聖節的兩年裡，他一直沉迷在毒品中，並罹患了躁鬱症。1996年3月1日，萬聖節發行緬懷英戈·史維坦柏格的第七張專輯《預言師末日》，登上瑞士百強專輯榜第30名、德國官方排行榜第31名、奧地利專輯排行榜第33名、瑞典熱門音樂榜第26名、芬蘭官方排行榜第14名。萬聖節重新成為最受歡迎的歐洲金屬樂團之一。在巡迴演唱會之後，樂團於1996年9月6日發行第二張現場專輯《激情演出》，登上德國官方排行榜第89名和芬蘭官方排行榜第23名。
1998年4月14日，發行第八張專輯《薑是老的辣》，這是樂團1994年之後聲音最重的專輯之一，登上瑞士百強專輯榜第42名、德國官方排行榜第19名、奧地利專輯排行榜第36名、瑞典熱門音樂榜第35名、芬蘭官方排行榜第7名。隨後的巡迴演唱會遊歷了歐洲、日本、巴西和美國。1999年11月9日，發行第一張翻唱專輯《重金屬點唱機》，登上德國官方排行榜第49名、瑞典熱門音樂榜第51名、芬蘭官方排行榜第31名，內容包括天蠍、傑叟羅圖樂團、阿巴合唱團、大衛·鮑伊、再無信仰、披頭四樂團、焦點樂團、亞歷克斯·哈維、弗蘭克·馬里諾、鮮奶油、魯斯寶貝、深紫的翻唱歌曲。

### 陣容變化（2002 - 2004年）
2000年，萬聖節到西班牙夢想錄音室開始錄製新作品。同年10月30日，發行第九張專輯《黑暗騎士》，登上瑞士百強專輯榜第68名、德國官方排行榜第26名、瑞典熱門音樂榜第38名、芬蘭官方排行榜第19名。由於降調的吉他和較粗獷的歌唱風格，這張專輯有比往年更實驗性、更黑暗的音樂。在巡迴演唱會結束之後，萬聖節與吉他手羅蘭·格拉波和鼓手烏利·庫什分道揚鑣。兩人被開除的原因是他們另外組了萬聖節之經典計劃樂團，並且將時間和精力都花在上面，其他三位成員一致認為羅蘭·格拉波和烏利·庫什並沒有百分之百致力於萬聖節，於是開除他們倆人。
萬聖節隨後找來吉他手薩沙·蓋斯南和鼓手馬可·克羅斯，並開始錄製新作品。但是馬可·克羅斯錄完了兩首歌後，隨即罹患傳染性單核白血球增多症，他的免疫系統嚴重受影響，因此退出樂團。萬聖節緊急找到摩托頭的米基·迪和德國鼓手史特凡·舒瓦茲曼支援剩下的錄音，後者也隨即成為樂團的正式成員。2003年5月12日，發行第十張專輯《奇幻魔法》，登上瑞士百強專輯榜第93名、德國官方排行榜第26名、法國暢銷專輯榜第119名、義大利專輯排行榜第73名、瑞典熱門音樂榜第12名、芬蘭官方排行榜第23名。雖然這張專輯的評價並不出色，但萬聖節仍完成了一次成功的世界巡迴演唱會，幾乎到每一個場館都是滿座。

### 陣容穩定（2004 - 2016年）

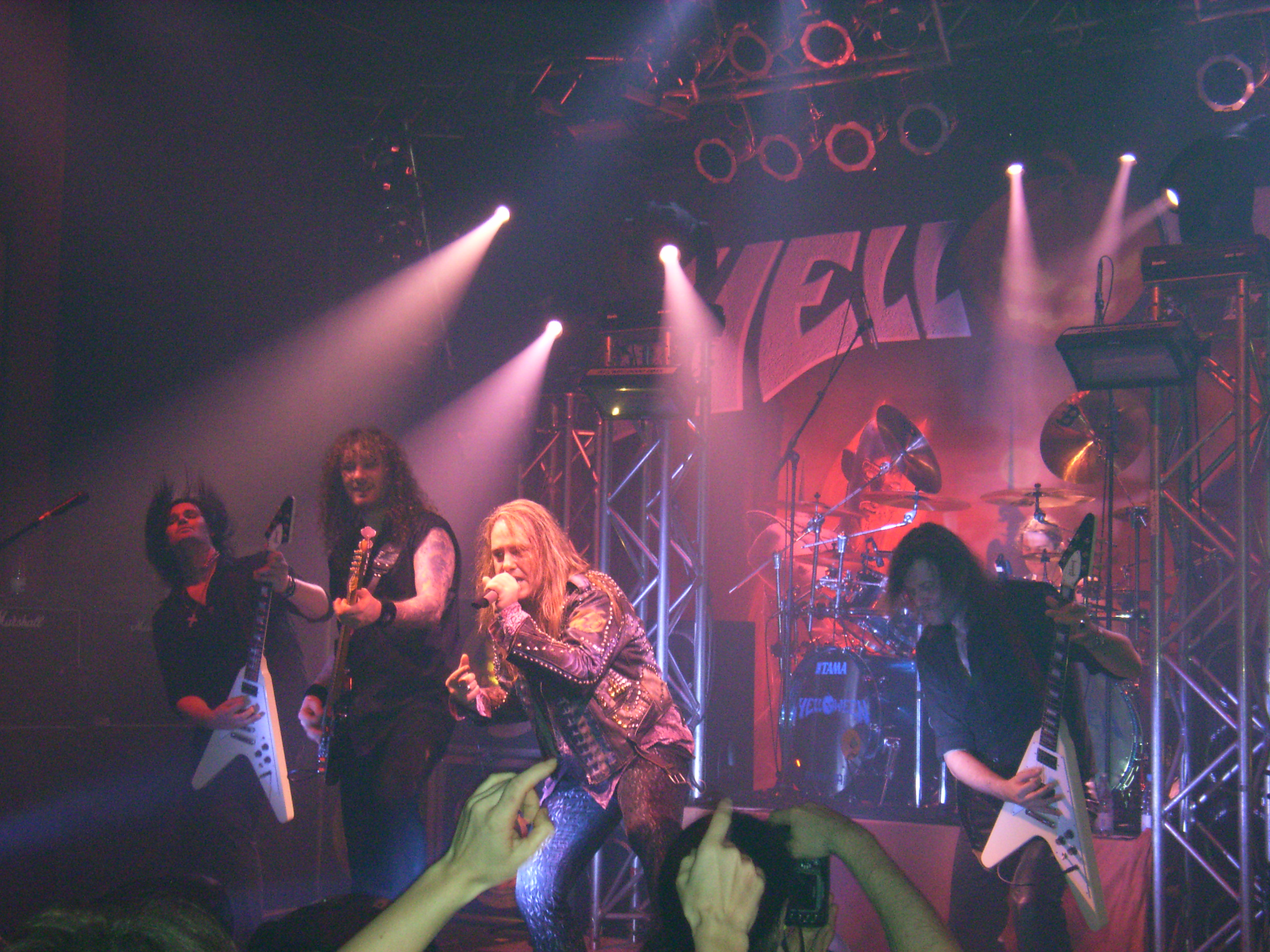
2006年的萬聖節。

2004年12月，樂團開始錄製新作品。儘管新鼓手史特凡·舒瓦茲曼和樂團相處上並沒有問題，但是因為他想追求自己的音樂喜好，便選擇在2005年初離開萬聖節。隨後另一位鼓手丹尼爾·勒本入替。同時，樂團與德國唱片公司SPV公司簽約。由於擔心頻繁更換成員會影響新專輯的質量，擱置許久的第十一張專輯《七把鑰匙的主人第三樂章：守護者的遺產》於2005年10月31日發行，獲得好評。它登上瑞士百強專輯榜第61名、德國官方排行榜第28名、法國暢銷專輯榜第89名、義大利專輯排行榜第37名、西班牙專輯排行榜第59名、瑞典熱門音樂榜第24名、芬蘭官方排行榜第28名。
2007年2月26日，發行第三張現場專輯《守護者遺產世界巡禮》，內容是2006年底在巴西聖保羅、保加利亞索菲亞、日本東京的現場實況，以及巡迴紀錄片和成員採訪片段。2007年10月23日，發行第十二張專輯《與魔豪賭》，登上瑞士百強專輯榜第88名、德國官方排行榜第38名、法國暢銷專輯榜第103名、義大利專輯排行榜第49名、瑞典熱門音樂榜第34名、芬蘭官方排行榜第34名。這張專輯也獲得好評，它的特色是更多的鍵盤聲。大多數樂迷讚賞這是安迪·戴瑞斯時期聲音最重、最好的萬聖節專輯之一。
2007年11月，萬聖節與前成員凱伊·漢森的樂團伽瑪射線合作舉行地獄搖滾世界巡迴演唱會，以萬聖節為主要表演節目，伽瑪射線則是「超級特別嘉賓」，另外也包括軸心樂團的表演。這次巡演遊歷了歐洲、亞洲、南美洲，以及一些美國城市。凱伊·漢森也在安可部份時和萬聖節同台共演〈我要遠走高飛〉和〈未來世界〉。2009年12月23日，萬聖節發行精選輯《飛躍榮耀：二十五週年紀念典藏特選》，收錄了重新錄音的十二首經典歌曲。他們還推出一個限定版，增加了三十分鐘的製作花絮和採訪影片。

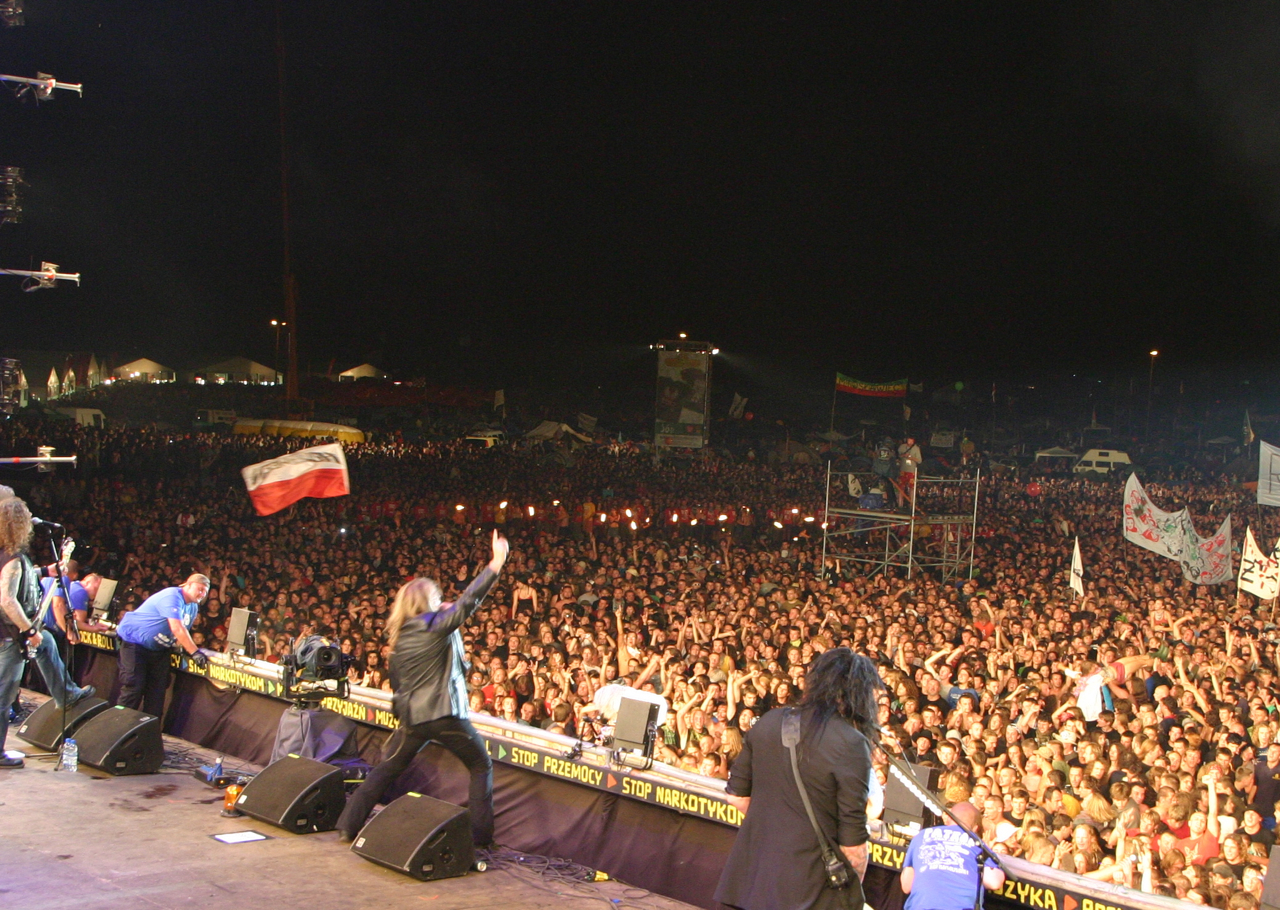
2011年，在波蘭胡士托音樂藝術節表演的萬聖節。

2010年10月31日，發行第十三張專輯《七大罪人》，登上美國告示牌獨立專輯榜第45名、瑞士百強專輯榜第38名、德國官方排行榜第25名、奧地利專輯排行榜第57名、法國暢銷專輯榜第65名、義大利專輯排行榜第78名、西班牙專輯排行榜第51名、希臘專輯排行榜第13名、瑞典熱門音樂榜第40名、芬蘭官方排行榜第16名、日本公信榜第18名、俄羅斯專輯排行榜第22名。這張專輯的名字暗指七宗罪。安迪·戴瑞斯表示，《七大罪人》的使命就是直截了當的讓人們明白，這是一張毫無疑問的金屬專輯。樂團邀請騰雲樂團和粉紅油脂69樂團一起進行巡迴演唱會。2011年4月5日，《七大罪人》在捷克獲得了金唱片認證。
2012年6月，樂團到西班牙展開新作品的錄製工作。2013年1月18日，發行第十四張專輯《衝出地獄門》，登上美國告示牌二百強專輯榜第97名、瑞士百強專輯榜第12名、德國官方排行榜第4名、奧地利專輯排行榜第22名、法國暢銷專輯榜第50名、比利時專輯排行榜第64名、西班牙專輯排行榜第46名、瑞典熱門音樂榜第6名、挪威專輯排行榜第21名、芬蘭官方排行榜第4名、日本公信榜第11名。隨後萬聖節再次與伽瑪射線一起舉行世界巡迴演唱會。
2013年9月，萬聖節在巴西里約搖滾音樂節登場，凱伊·漢森擔任特別嘉賓同台共演。2014年10月，樂團宣布2015年5月將會發行新專輯，並表示他們已經與核爆唱片簽約。2015年5月29日，發行第十五張專輯《自由權殊死戰》，登上美國告示牌獨立專輯榜第25名、瑞士百強專輯榜第14名、德國官方排行榜第8名、奧地利專輯排行榜第30名、法國暢銷專輯榜第61名、荷蘭專輯排行榜第73名、比利時專輯排行榜第54名、義大利專輯排行榜第42名、西班牙專輯排行榜第21名、瑞典熱門音樂榜第22名、挪威專輯排行榜第37名、芬蘭官方排行榜第5名、匈牙利唱片協會榜第15名、日本公信榜第9名。2015年中，樂團成員開始編輯萬聖節傳記《地獄之書》。馬可斯·古斯可夫表示：「這是一本有很多照片的歷史書籍」。

### 團結的南瓜世界巡迴演唱會（2016年 - 至今）
2016年11月14日，萬聖節宣布，前吉他手凱伊·漢森和前主唱麥可·坎斯卡重新加入樂團，並於2017年至2018年間展開團結的南瓜世界巡迴演唱會，預計於2017年10月19日以墨西哥蒙特雷為第一站，整趟巡演在次年結束。2019年10月4日，發行現場專輯《團結重生》和現場DVD / Blu-ray。2021年6月18日，萬聖節以「團結的南瓜」7人陣容，發行了樂團的第十六張錄音室同名專輯《Helloween》。

## 音樂風格與影響力
萬聖節的音樂受到鐵娘子和猶大祭司的影響甚鉅，他們出道後也成為力量金屬流派的創造者，首張錄音室專輯《傾頹之牆》被認為是世界上第一張力量金屬專輯，樂團在這張處女作中以鐵娘子為主要靈感，開始對速度金屬進行創新，影響了後來的許多樂團。第二張專輯《七把鑰匙的主人第一樂章》展現出了獨特力量和旋律，使萬聖節在歐洲和英國一夕之間成為巨星樂團，啟發了整整一個世代的金屬樂團。

## 獲獎與提名

### 金屬之鎚金神獎
| 年份   | 獲提名 | 獎項       | 結果 |
| ------ | ------ | ---------- | ---- |
| 2014年 | 萬聖節 | 極限金屬獎 | 獲獎 |

## 成員列表
更詳細的列表請參見主條目：萬聖節成員列表
| - 麥可·瓦肯 – 吉他、和聲（1984年 - 至今） - 馬可斯·古斯可夫 – 貝斯、和聲（1984年 - 至今） - 凱伊·漢森 – 吉他、和聲（1984 - 1989年，2016 - 至今），主唱（1984 - 1986年） - 麥可·坎斯卡 – 主唱（1986 - 1993年，2016 - 至今） - 安迪·戴瑞斯 – 主唱（1994年 - 至今） - 薩沙·蓋斯南 – 吉他、和聲（2002年 - 至今） - 丹尼爾·勒本 – 鼓（2005年 - 至今） - 喬納·俄布瑞克 – 鍵盤、鋼琴（1988 - 2003年） - 里奇·阿卜杜勒·納比 – 鼓（1995年） - 米基·迪 – 鼓（2003年） - 馬提亞斯·俄馬 – 鍵盤（2007 - 2010年） - 艾迪·赫拉匹普 – 鍵盤（2010 - 至今） | - 英戈·史維坦柏格 – 鼓（1984 - 1993年） - 羅蘭·格拉波 – 吉他、和聲（1989 - 2001年） - 烏利·庫什 – 鼓、和聲（1994 - 2001年） - 馬可·克羅斯 – 鼓（2001 - 2003年） - 史特凡·舒瓦茲曼 – 鼓（2003 - 2005年） |

## 作品
更詳細的列表請參見主條目：萬聖節作品列表
| - 傾頹之牆（1985年12月） - 七把鑰匙的主人第一樂章（1987年5月23日） - 七把鑰匙的主人第二樂章（1988年8月29日） - 瘋狂粉紅（1991年3月11日） - 變色龍（1993年5月31日） - 魔戒（1994年7月8日） - 預言師末日（1996年3月1日） - 薑是老的辣（1998年4月14日） - 黑暗騎士（2000年10月30日） - 奇幻魔法（2003年5月12日） - 七把鑰匙的主人第三樂章：守護者的遺產（2005年10月31日） - 與魔豪賭（2007年10月23日） - 七大罪人（2010年10月31日） - 衝出地獄門（2013年1月18日） - 自由權殊死戰（2015年5月29日） - 英國現場實況（1989年4月3日） - 激情演出（1996年9月6日） - 守護者遺產世界巡禮（2007年2月26日） | - 重金屬點唱機（1999年11月9日） - 萬聖節（1985年3月） - 猶大（1986年） - 利已主義（1994年7月22日） - 烈日（2012年10月26日） - 超級精選輯（1991年） - 卡拉OK混音第一卷（1998年） - 卡拉OK混音第二卷（1998年） - 萬聖節百寶箱（2002年4月9日） - 飛躍榮耀：二十五週年紀念典藏特選（2009年12月23日） - 南瓜錄影帶（1994年） - 激情演出（1996年） - 地獄南瓜（2004年） - 搖滾三大洲（2007年） - 搖滾大師（2014年） |

## 外部連結
- 官方网站
- 萬聖節的Facebook專頁
- 萬聖節的Instagram帳戶